# Киселёв, Николай Петрович (политик)
Никола́й Петро́вич Киселёв (род. 12 мая 1940, Мурашинский район, Кировская область) — российский политический деятель, председатель Кировского областного Совета народных депутатов (1990—1992), депутат Государственной Думы РФ (1999—2003), депутат Законодательного Собрания Кировской области (с 2006 года).

## Биография
Родился в деревне Киселевщина.
Окончил Кировский сельскохозяйственный институт (1962, по специальности «учёный-агроном») и аспирантуру АОН при ЦК КПСС (1978). Кандидат экономических наук.
Награждён орденом «Знак Почёта». Лауреат Государственной премии РФ в области науки и техники (1999).
Член агропромышленного союза России, до 2008 года — член Аграрной партии РФ, с 2008 года — член партии «Единая Россия».

## Комментарии
1. ↑  Деревня Киселевщина, входившая в состав Боровицкого сельсовета Мурашинского района, упразднена 21.12.1994[5].